# Galleria Pasa

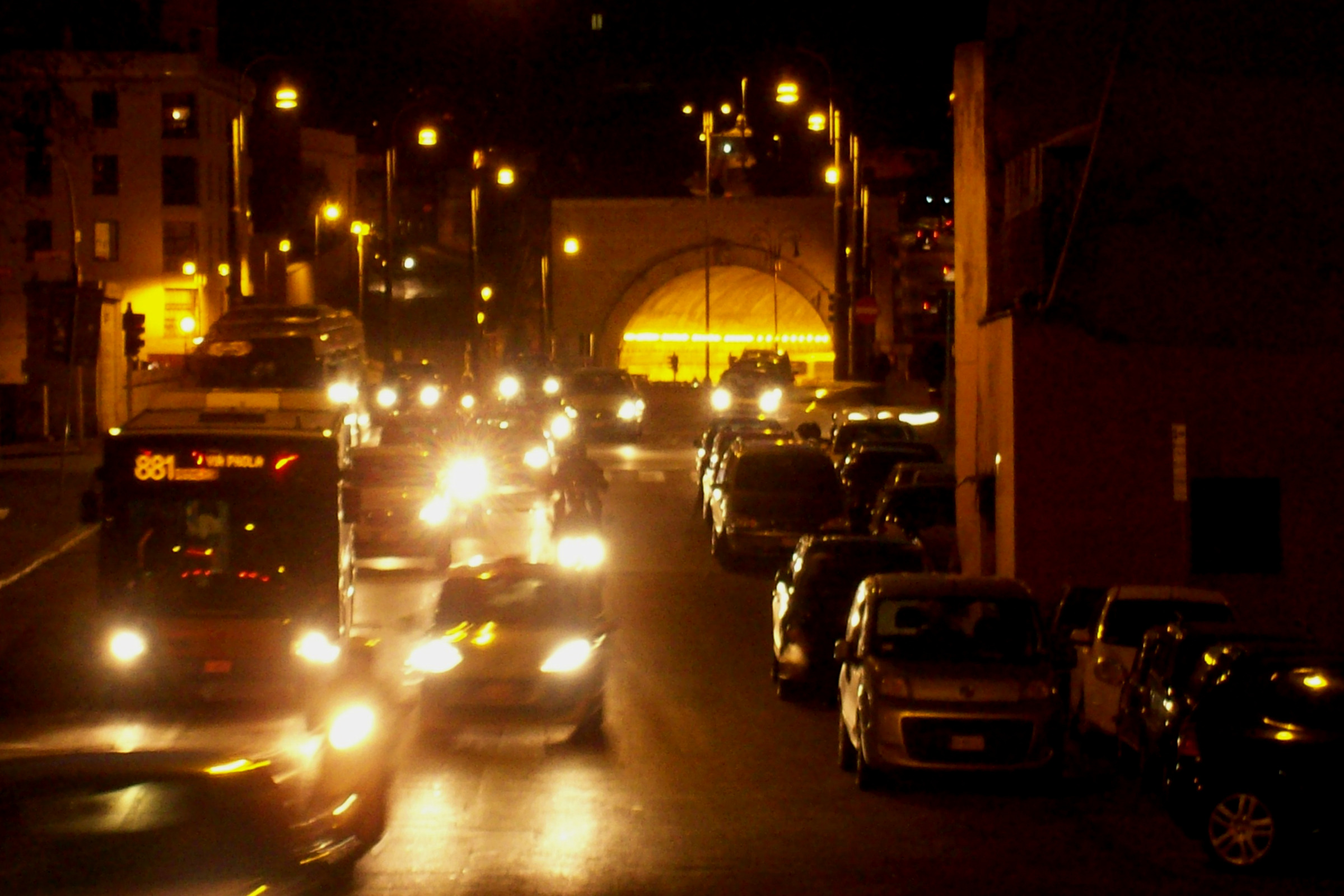
Fotografia notturna di via Acciaioli a Roma (corso Vittorio Emanuele II). Sullo sfondo l'imboccatura verso il Tevere della galleria Principe Amedeo di Savoia-Aosta, che sottopassa il Gianicolo.

La galleria Principe Amedeo di Savoia-Aosta (conosciuta anche con l'acronimo galleria PASA) è un traforo urbano di Roma.
L'opera, dedicata a Amedeo di Savoia-Aosta, sottopassa il Gianicolo fuori dal Vaticano, tra porta Cavalleggeri e porta Santo Spirito, e il ponte omonimo, aperto nel 1942. In origine le due opere venivano designate come galleria Gianicolense e Nuovo ponte dei Fiorentini.

## Origini
Progettata dall'architetto Cesare Bazzani a partire dal 1930, i lavori di realizzazione iniziarono in epoca fascista nel 1938 e si conclusero dopo 24 mesi. Inizialmente l'opera era chiamata semplicemente galleria Gianicolense oppure galleria del Gianicolo.
La galleria è lunga 250 metri e larga 16 metri.

## Lavori di ammodernamento
In occasione del Giubileo del 2000, la struttura è stata riammodernata a partire dal 12 agosto 2008, realizzando un "sistema Pasa" consistente in un sottovia del lungotevere in Sassia, il raddoppio della galleria e l'interconnessione con il parcheggio del Gianicolo.